# Анню
Анню́ (фр. Hannut, нід. Hannuit) — муніципалітет і місто у Бельгії, Валлонія, провінція Льєж, округ Варем. Належить до Французького мовного співтовариства Бельгії. Площа — 86,53 км². Населення — 14 291 чоловік (густота населення — 165 чол/км²). Середній річний прибуток на душу населення — 12 908 євро (2003). 1940 року біля міста відбулася найбільша танкова битва Другої світової війни.

## Назва
- Анню́ фр. Hannut
- Ганне́ут (нід. Hannuit)
- Гане́у (валлон. Haneu)

## Географія
Анню розташоване за 26 на північний схід від міста Намюр; за 34 км на захід від провінційного центру Льєж, і за 54 км на південний схід від бельгійської столиці Брюссель.
Анню входить до складу історичного регіону Валлонія, до французькомовної громади Бельгії. Місто належить до  Варемського адміністративного округу провінції Льєж.

## Історія
- 1940: Битва при Анню

## Адміністративний поділ
Райони і поселення
| №     | Назва               | Площа (км²) | Населення (01/01/2007) |
| ----- | ------------------- | ----------- | ---------------------- |
| I     | Hannuit             | 6,80        | 4.430                  |
| II    | Abolens             | 2,71        | 341                    |
| III   | Avernas-le-Bauduin  | 4,88        | 746                    |
| IV    | Avin                | 6,62        | 676                    |
| V     | Bertrée             | 2,78        | 414                    |
| VI    | Blehen              | 1,98        | 252                    |
| VII   | Cras-Avernas        | 5,00        | 545                    |
| VIII  | Crehen              | 4,93        | 642                    |
| IX    | Grand-Hallet        | 5,09        | 914                    |
| X     | Lens-Saint-Remy     | 5,89        | 974                    |
| XI    | Merdorp             | 5,64        | 605                    |
| XII   | Moxhe               | 4,42        | 671                    |
| XIII  | Petit-Hallet        | 3,73        | 345                    |
| XIV   | Poucet              | 2,35        | 406                    |
| XV    | Thisnes             | 9,93        | 1.196                  |
| XVI   | Truielingen         | 3,45        | 311                    |
| XVII  | Villers-le-Peuplier | 6,29        | 693                    |
| XVIII | Wansin              | 4,04        | 295                    |

## Населення
| 1846  | 1900  | 1947  | 1990  | 1995  | 2000  | 2005  | 2010  | 2015  |
| ----- | ----- | ----- | ----- | ----- | ----- | ----- | ----- | ----- |
| 11051 | 13820 | 12301 | 11746 | 12504 | 13242 | 14085 | 15173 | 15840 |

## Пам'ятки

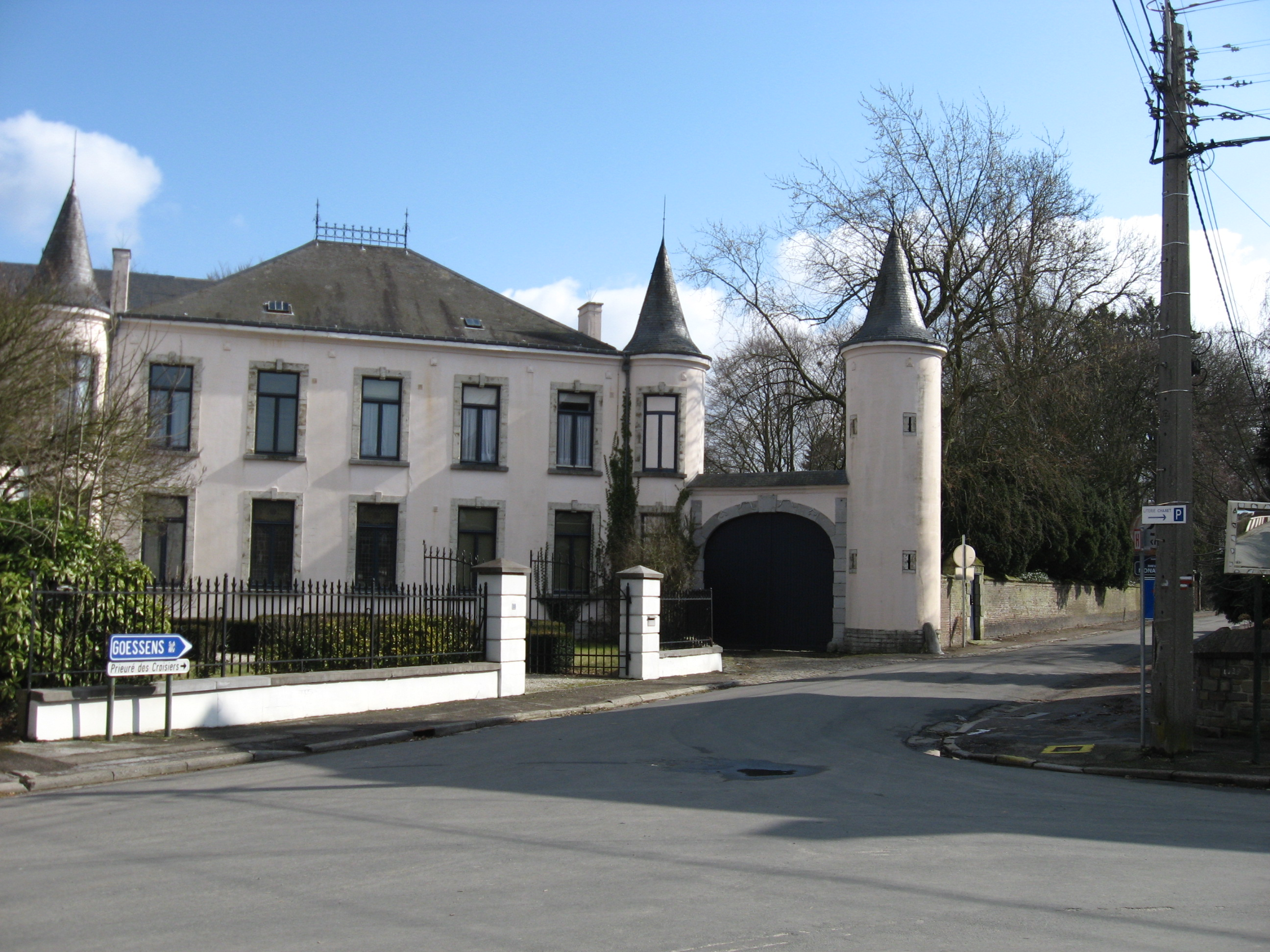
Міський замок
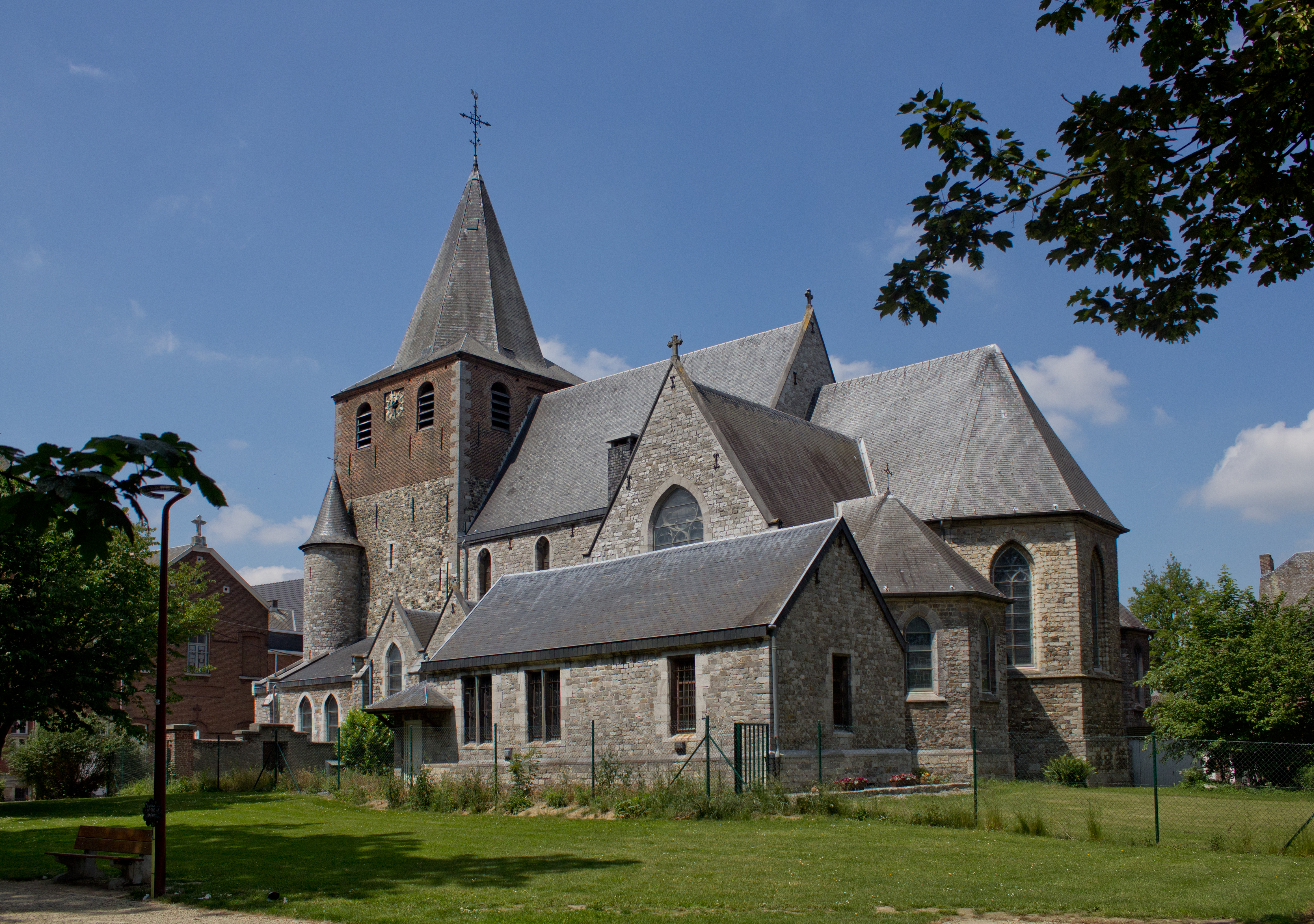
Церква св. Христофора
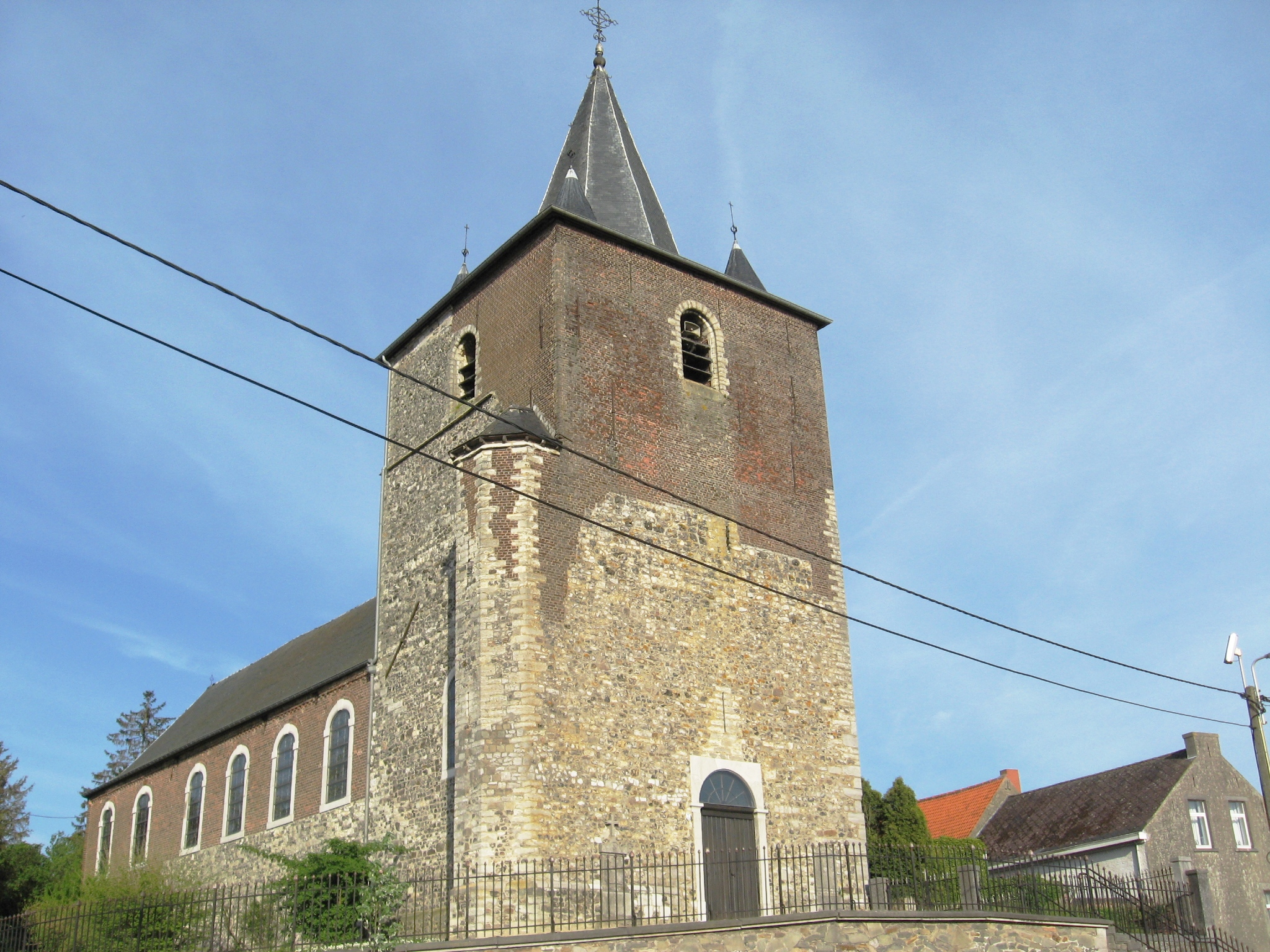
Церква Внебовзяття
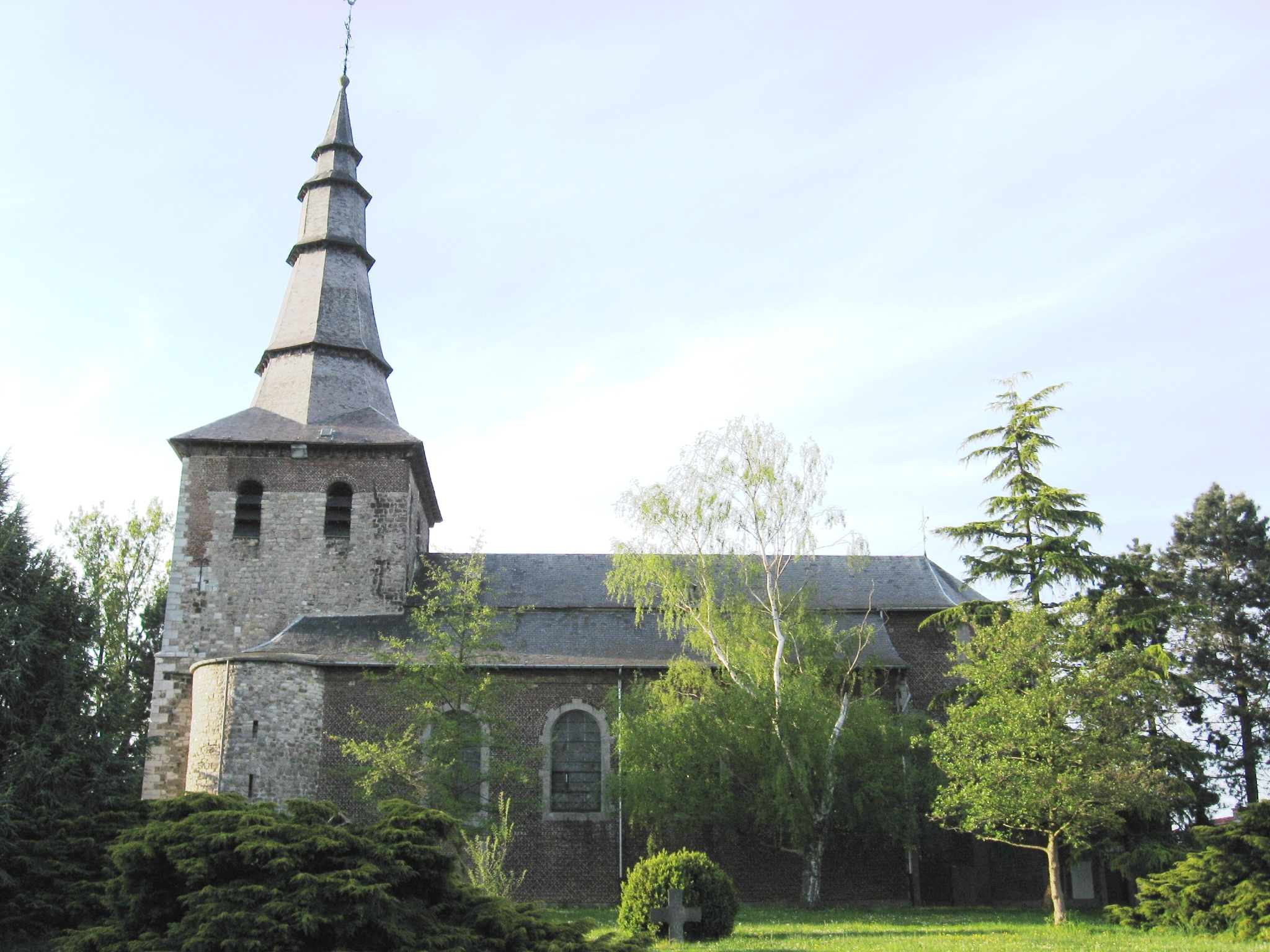
Церква св. Мартина
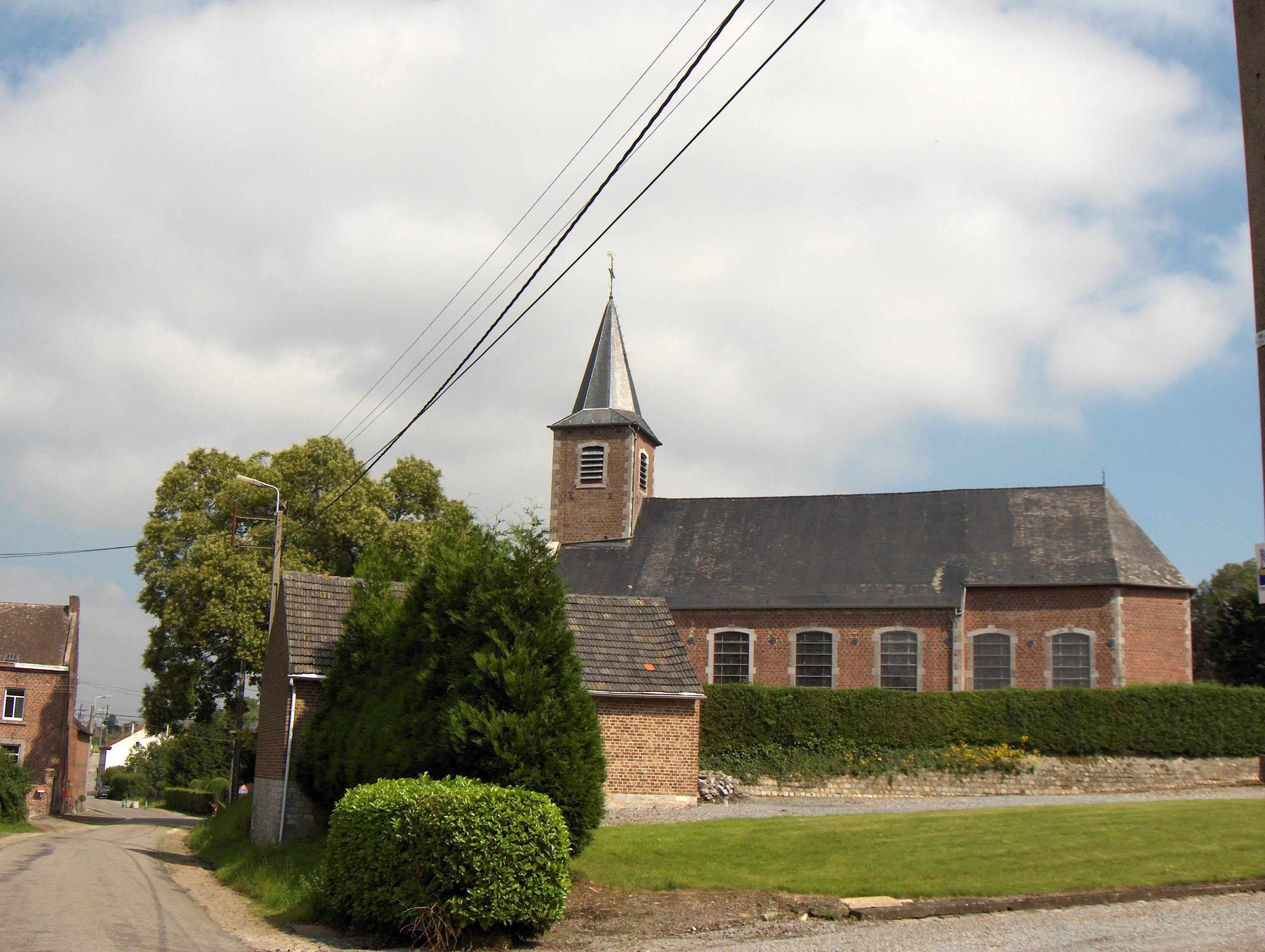
Церква св. Петра
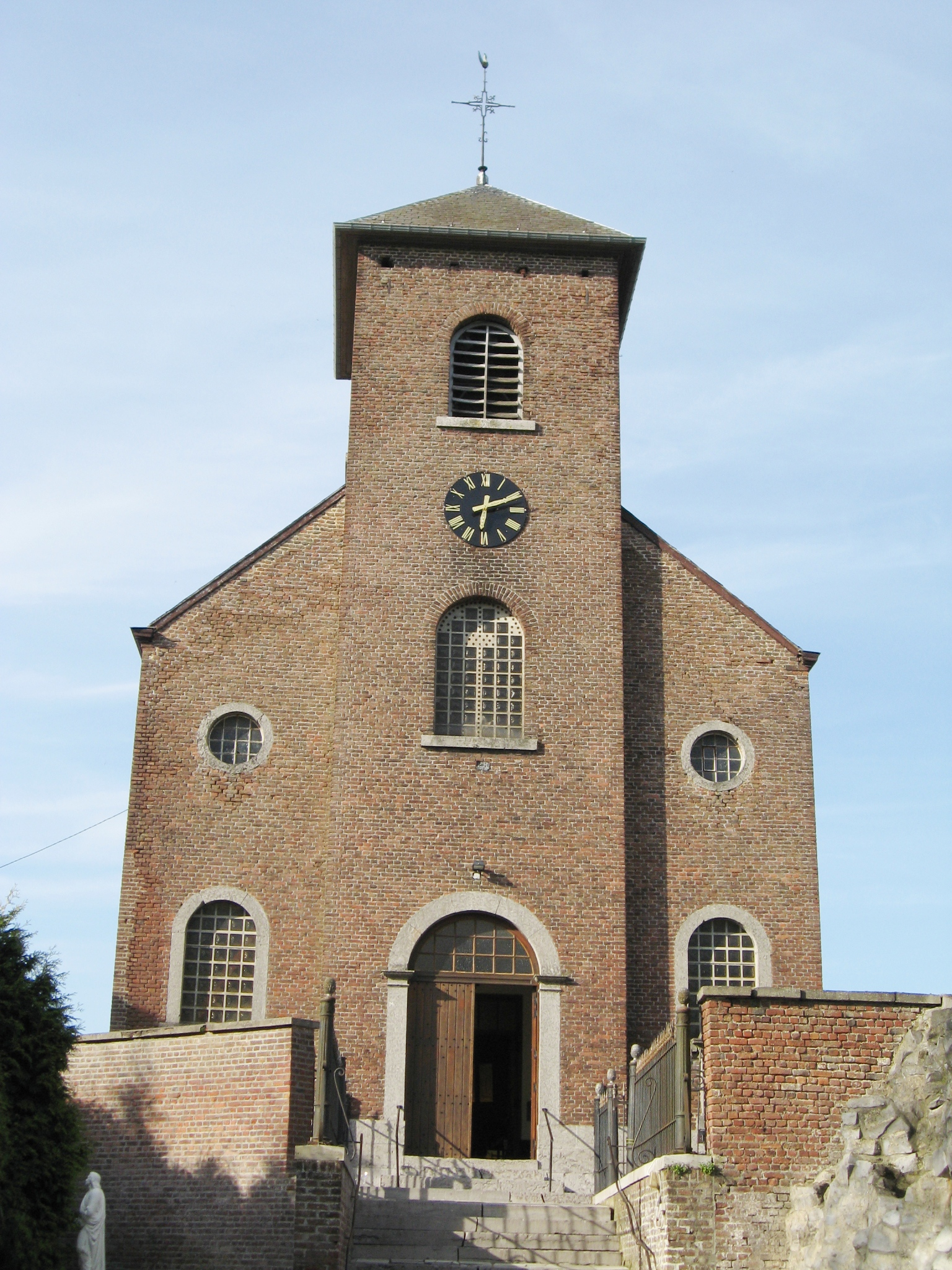
Церква св. Трудо